# Ротшильд, Карл Майер
Барон Карл (Кальман) Майер фон Ротшильд (нем. Kalman (Carl) Mayer von Rothschild; 24 апреля 1788, Франкфурт-на-Майне, Священная Римская империя, — 10 марта 1855, Неаполь, Королевство Обеих Сицилий) — основатель неапольской ветви финансовой династии Ротшильдов, банкир Королевства Обеих Сицилий.

## Биография
Был четвёртым сыном Майера Амшеля Ротшильда, основателя династии. Стал известен под именем Карл, благодаря родственникам из английской ветви, которые называли его Чарльз (англ. Charles). Он получил опыт в отцовском бизнесе и жил у родителей до 29 лет, когда приобрёл дом 33 на Neue Mainzer Strasse во Франкфурте-на-Майне, чтобы жениться на Адельгейд Херц (1800—1853) 16 сентября 1818 года. В браке у них родились:
- Шарлотта (1819—1884), вышедшая замуж за Лионела фон Ротшильда
- Майер Карл (1820—1886)
- Адольф Карл (1823—1900)
- Вильгельм Карл (1828—1901)
- Ансельм Александр Карл (1835—1854)

С целью расширения семейного бизнеса во всей Европе только старший брат Амшель Майер остался во Франкфурте-на-Майне, тогда как остальные братья отправились в различные европейские столицы. В 1821 году оккупация Неаполя австрийской армией открыла для семьи Ротшильдов новые возможности для развития бизнеса. В результате Карл Ротшильд был отправлен в Неаполь, где основал банк C M de Rothschild & Figli в качестве представительства головного банка во Франкфурте-на-Майне.
У Карла Майера была репутация наименее одаренного из пяти братьев. Однако он показал себя в Неаполе сильным финансистом и очень способным в развитии крайне важных бизнес-связей. Он установил хорошие деловые отношения с Луиджи де Медичи, министром финансов Королевства Обеих Сицилий, после чего его банк стал доминирующим в Неаполе. После успеха Карла банковский дом Ротшильдов был представлен во всех основных столицах Европы и получил существенное влияние и преимущество над своими конкурентами.
В 1822 году Карл Ротшильд со своими братьями получил титул барона из рук австрийского императора Франца II. Весной 1826 года герцог Леопольд Саксен-Кобургский, будущий король Бельгии, гостил у Карла фон Ротшильда на его вилле в Неаполе.
В 1829 году Карл был назначен консулом Сицилии во Франкфурте. А в январе 1832 года он, еврейский банкир, получил ленту и звезду ордена Sacred Military Constantinian Order of Saint George из рук нового римского папы Григория XVI.